# Roosendaalse Boys Combinatie
Il Roosendaalse Boys Combinatie, meglio noto come RBC, è una società calcistica olandese con sede nella città di Roosendaal. Milita nella Hoofdklasse, il quinto livello del campionato olandese di calcio.
Il club ha partecipato per alcuni anni anche nella Eredivisie. La società è fallita al termine della stagione 2010-2011 della Eerste Divisie. Successivamente fu rifondato e ottenne subito la promozione.

## Palmarès

### Competizioni nazionali
- Tweede Divisie: 1

1956-1957

### Altri piazzamenti
- Coppa dei Paesi Bassi:

Finalista: 1985-1986
- Eerste Divisie:

Terzo posto: 1962-1963, 2001-2002, 2006-2007